# Evaristo Gherardi
Evaristo Gherardi (Prato, 11 novembre 1663 – Parigi, 31 agosto 1700) è stato un attore teatrale italiano e un autore della commedia dell'arte.

## Biografia
Evaristo Gherardi era figlio di Giovanni Gherardi e di Leonarda Galli, attori della commedia dell'arte. Giovanni recitava nei panni di Flautino, uno Zanni musicante. Evaristo seguì i genitori e i fratelli a Parigi, dove i comici italiani emigrati trovavano sempre fortuna in un genere teatrale preciso: la commedia dell'arte. Dopo la morte di Giovanni, nel 1683, Leonarda coi tre figli maggiori tornò in Italia; ma Evaristo restò a Parigi, per studiare filosofia al collegio di La Marche. Debuttò come Arlecchino all'Hôtel de Bourgogne il 1º ottobre 1689, nella pièce di Jean-François Regnard Le divorce. Sostituiva il defunto attore Giuseppe Domenico Biancolelli, detto Dominique (Dominique Biancolelli - 1646-1688). Evaristo Gherardi era uomo colto e aspirava a nobilitarsi come artista e commediografo.

## Le Théâtre italien
Evaristo Gherardi pubblicò nel 1694 Le Théâtre italien. Una sola pièce - intitolata Le Retour de la foire de Bezons e messa in scena nel 1695 - era di Gherardi; le altre erano quasi tutte di autori francesi. I rapporti tra i Comédiens italiens du Roi e le Compagnie francesi erano pessimi: nel 1680 il Re riunì tutti gli attori francesi nella Comédie-Française e offrì a una Compagnia italiana l'Hôtel de Bourgogne. L'editto reale del 1684 – noto come Règlement del la Dauphine – che stabiliva in 12 il numero complessivo di attori e di attrici dei Comédiens italiens du Roi e che permetteva loro di recitare anche interamente in Francese - suscitò le proteste degli attori e dei commediografi francesi. Gherardi fu sommerso da critiche, anche dagli attori della sua Compagnia che chiedevano che la prima edizione de Le Théâtre italien fosse distrutta. Contestavano a Gherardi di aver esaltato Arlecchino, a scapito di altri personaggi e di altre maschere. Inoltre Gherardi avrebbe eliminato ruoli di attori che recitavano solo in Italiano. Un'altra critica aspra riguardava le commedie, il cui Autore era talvolta indicato con una incomprensibile sigla che non si riferiva a nessun commediografo italiano o francese. Per le infocate polemiche, Luigi XIV il 13 maggio 1697 chiuse l'Hôtel de Bourgogne: la possibilità di lavoro per gli attori italiani era compromessa in Francia. Si estingueva a Parigi un teatro italiano delle maschere.

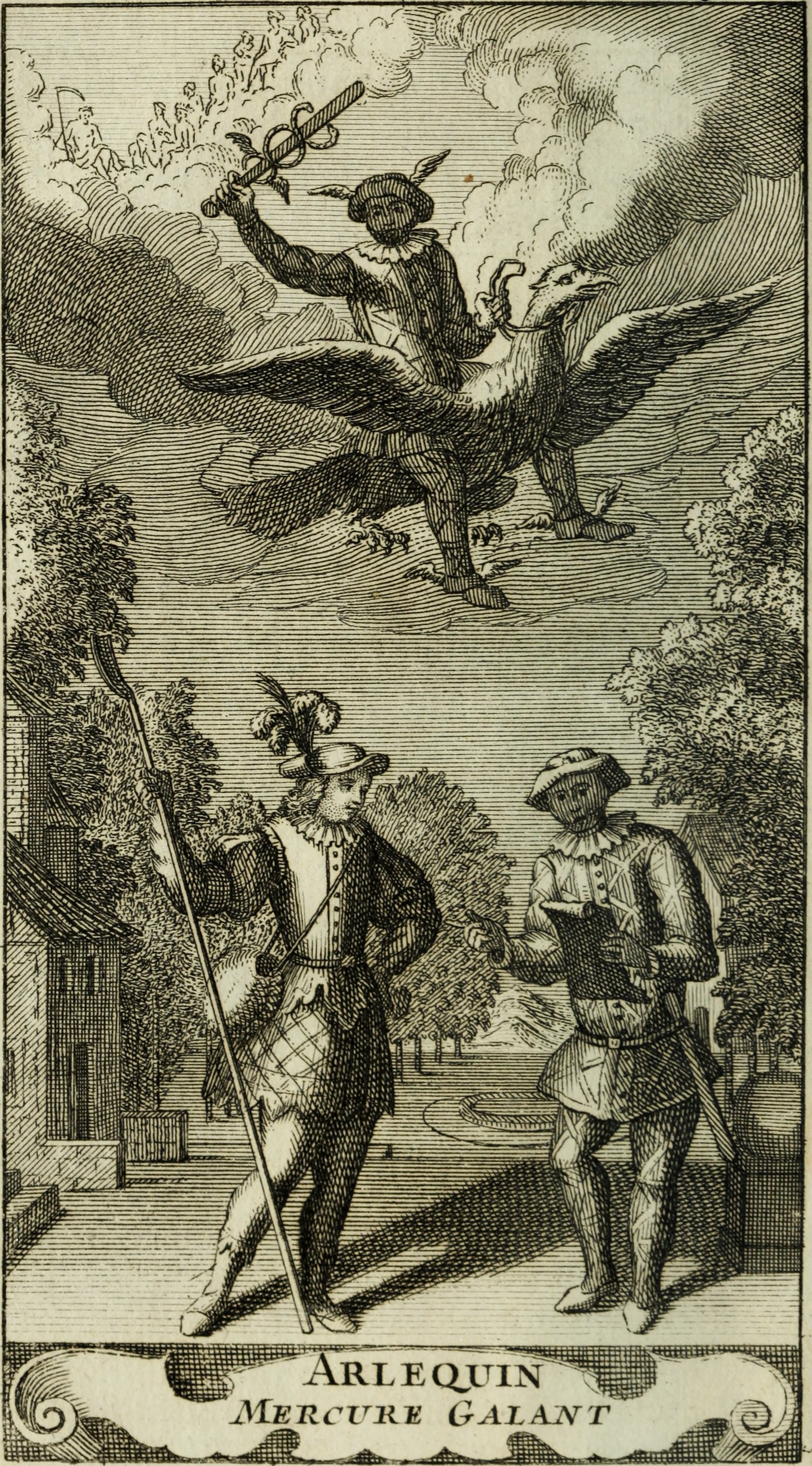
Arlequin Mercure Galant

Gherardi aveva conservato la cittadinanza del Granducato di Toscana; ma rimase a Parigi perché aveva sposato una francese. Il 31 agosto 1700 si recò a Versailles, per donare al Delfino la definitiva edizione della sua opera, in sei volumi, con 55 testi del suo repertorio, alcuni con musica e relativo spartito. Quella stessa sera morì, forse per i postumi di una caduta – non si sa se provocata - durante uno spettacolo privato; ma si disse che fosse stato assassinato. Gherardi aveva due figli piccoli: Florentin Hyacinte e Jean-Baptiste - nato nel 1696 dal matrimonio con Élisabette Danneret, detta Babet-la-chanteuse - che divenne un ballerino famoso.
Mentre si affermava il teatro popolare in maschera in lingua Francese, che plagiava sfacciatamente il repertorio dei commedianti italiani, questi ultimi vendettero a caro prezzo centinaia di copie de Le Théâtre-Italien che Gherardi aveva loro regalato, per ammorbidire le critiche.

## Ruoli, linguaggio, musiche erobbe
Le Théâtre italien si diffuse in Francia, poi Europa. Ci furono diciotto edizioni, tra il 1694 e il 1741. Gherardi aveva conservato il ruolo Arlecchino, ma soppresso altri ruoli, troppo italiani, come Pulcinella, Pantalone, il Capitano e Zanni. Al loro posto mise Scaramouche, Pasquariello, Pierrot, Mezzettino. Risparmiò Ottavio l'innamorato, il Dottore, Colombina, Isabella. Il famoso attore Angelo Costantini ebbe il ruolo di Mezzettino - il furbo valletto di sua invenzione; Françoise Biancolelli era Isabella e Catherine Biancolelli era Colombina; Giuseppe Geratoni era Pierrot, Giuseppe Tortoriti copriva i ruoli di Pasquariello e di Scaramouche; Giovanni Battista Costantini era Ottavio, il primo moroso, e Angelica Toscano era la servetta Marietta.
Gherardi, nel suo Le Théâtre italien si prendeva gioco della stupidità delle donne, dell'avarizia degli usurai, della furbizia ciarlatana, dell'ignoranza dei cerusici. Poiché il Règlement del la Dauphine permetteva ai comici italiani di recitare anche interamente in Francese, dal 1692 all'Hôtel de Bourgogne si recitò in Francese e l'Italiano, ricco di forme dialettali storpiate, rimase un elemento accessorio, tanto per strappare la risata. Non mancavano espressioni volgari e popolari.

Gli attori furono costretti ad abbandonare lo scenario delle commedie all'improvviso e a imparare a memoria un testo scritto da un Autore. L'improvvisazione restò nel gesto e in poche scene, brevemente riassunte e mancanti di battute. Le canzoni erano in Francese, ma ce n'erano alcune in Italiano: stornelli, serenate d'amore, canti di ambulanti. Invenzioni scenotecniche accompagnavano danze, cavalcate, mascherate, burle e serenate, lazzi e bastonate, rinvenimenti improvvisi e falsi suicidi. Fantasioso anche il gusto delle robbe, cioè degli oggetti scenici: tappeti, ritratti, piume, specchi, animali di cartapesta. Il teatro di Gherardi attingeva all'ambiente popolare: contrasti, riconoscimenti, equivoci, inganni, burle, luci pirotecniche.

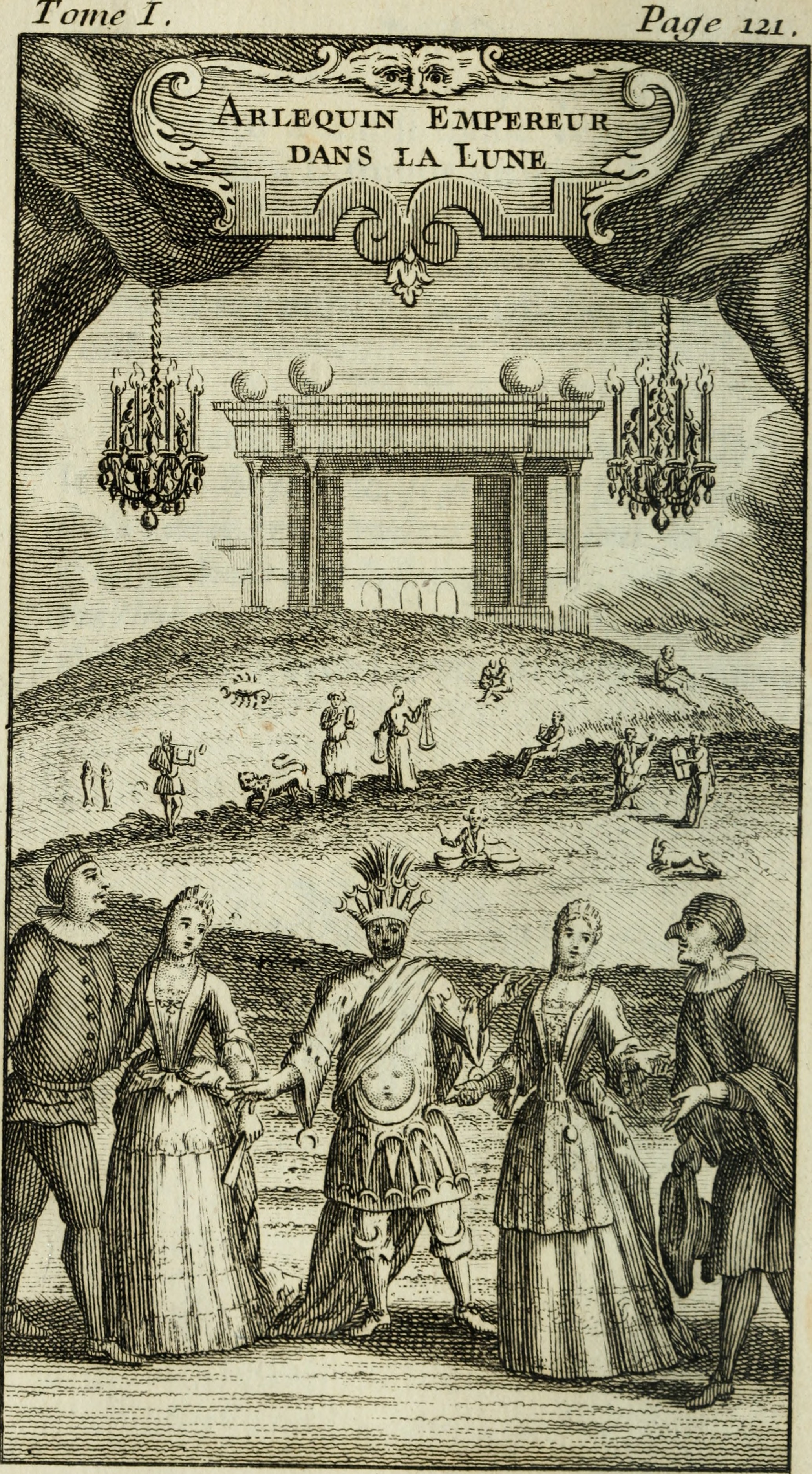
Arlequin Empereur dans la lune

Le Théâtre-Italien di Gherardi storpiava personaggi e episodi della Mitologia greca, ma attingeva anche dalle Metamorfosi di Ovidio e dalla poesia petrarchesca. Sul palcoscenico si usavano strumenti musicali, quali violoncello, chitarrone, tamburo, tamburello, trombetta, flauto, violino. Si cantava anche sull'aria di Sur le pont d'Avignon. A 35 canzonette popolari e arie d'Opera, dalla facile melodia, si misero parole nuove. Nelle 55 commedie pubblicate da Gherardi ci sono ben 340 interventi musicali: serenate, mascherate, arie da ciarlatani in piazza.
Si materializzavano animali fantastici, come la Chimera, e esotici come le scimmie. Arlecchino e Mezzettino, capaci di salti e di capriole, erano attori completi, erano cantori e imitatori. Saltavano dalla parodia mitologica alla satira sociale, scimmiottavano l'Opéra e la Comédie-ballet, ma anche Molière, Racine, Corneille. Le Théâtre italien annunciava l'Opéra comique che si affermò in Francia a metà del Settecento. Carlo Goldoni eliminò dalla commedia dell’Arte gli elementi barocchi e grotteschi e salvò quei caratteri e quelle maschere che potevano entrare a far parte del teatro borghese.

## Edizioni
- Le Théâtre Italien ou Le recueil général de toutes les scenes françoises qui ont eté joüées sur le Théâtre-Italien de l'Hostel de Bourgogne, 1694 (1ª ed.)
- Le Théâtre Italien, 1964, Slatkine Reprints, Geneve (Ristampa anastatica della ed. del 1700)
- Le retour de la foire de Bebzon, 1978, Ed. L'autore, Firenze (nuova ed. di una sola commedia)